# Bukit Lhojo
Bukit Lhojo är en kulle i Indonesien.   Den ligger i provinsen Aceh, i den västra delen av landet, 1 700 km nordväst om huvudstaden Jakarta. Toppen på Bukit Lhojo är 118 meter över havet.
Terrängen runt Bukit Lhojo är platt österut, men västerut är den kuperad.Runt Bukit Lhojo är det tätbefolkat, med 550 invånare per kvadratkilometer. Närmaste större samhälle är Lhokseumawe, 15,3 km nordost om Bukit Lhojo. I omgivningarna runt Bukit Lhojo växer i huvudsak städsegrön lövskog.